# Минарет
Минаре́т (араб. منارة‎, мана́ра — «маяк»), ми‘зана (араб. مئذنة‎) или са́ума’а (араб. صومعة‎) — в архитектуре ислама башня (круглая, квадратная или многогранная в сечении), с которой муэдзин призывает верующих на молитву. Минарет ставится рядом с мечетью или включается в её композицию. Ранние минареты часто имели винтовую лестницу или пандус снаружи (спиралевидные минареты), в поздних — внутри башни.
Различаются два основных типа минаретов: четырёхгранные (Северная Африка) и круглоствольные (Ближний и Средний Восток). Минареты украшались узорной кирпичной кладкой, резьбой, глазурованной керамикой, опоясывавшими минарет ажурными балконами (шерефе, также шурфэ, шурфе), где и находились призывавшие к молитве муэдзины.
Малые мечети обычно имеют один минарет (или не имеют вообще), средние — два; в больших султанских мечетях в Стамбуле было от четырех до шести минаретов. Самое большое количество минаретов, десять, у мечети пророка в Медине.
В настоящее время муэдзин уже не поднимается на минарет, а его голос транслируется установленными на минарете (обычно четырьмя) громкоговорителями.

## Запрет минаретов
30 ноября 2009 года в ходе всенародного референдума граждане Швейцарии одобрили запрет на строительство минаретов.

## Галерея
- Минарет в Мардине, Турция
- Вид минарета с крыши мечети Пои-Калян, Узбекистан
- Минареты соборной мечети Петербурга увенчаны башенками с орнаментом
- Минарет Великой мечети Тестура
- Разные виды минарета. 1. Ирак 2. Марокко 3. Турция 4. Индия, 5. Египет 6. Азия.
- Самый старый стоящий минарет находится в Большой мечети Кайруана в Тунисе.[5]
- Изображение призыва к молитве муэдзина с балкона минарета.
- Большая мечеть в Самарре имеет уникальный спиральный минарет.
- Мечеть Сулеймание в Турции имеет минареты, достигающие 70 метров.